# SC Birkenfeld
Der SC Birkenfeld 1919 e. V. ist ein Fußballverein aus Birkenfeld in Rheinland-Pfalz.

## Geschichte
Der Verein wurde am 14. Juni 1919 gegründet.
1983/84 gelang dem SC Birkenfeld als Meister der Verbandsliga Südwest der Aufstieg in die Oberliga Südwest, die damals höchste deutsche Amateurspielklasse. Nach zwei vierten Plätzen wurde der Klub in der Saison 1987/88 Tabellendritter hinter dem 1. FSV Mainz 05 und Eintracht Trier. Insgesamt sechs Jahre hielt man sich in der Oberliga, bevor 1990 der Abstieg folgte.
1984/85 wurde der SC Birkenfeld zudem Südwestpokalsieger durch einen 6:5-Erfolg nach Verlängerung und Elfmeterschießen gegen den späteren Südwestmeister Wormatia Worms. Dadurch qualifizierte sich der Verein für die erste Hauptrunde im DFB-Pokal 1985/86 und verlor dort beim FC Erbach mit 1:2.
Zur Saison 2019/20 spielt der Verein in der Bezirksliga Nahe des Südwestdeutschen Fußballverbandes.

## Persönlichkeiten
- Robert Jung (Trainer)
- Guido Mey (Trainer)
- Bastian Becker
- Runald Ossen
- Guido Schäfer
- Théo Malget